# Jean Baptiste Mougeot
Dr. Jean Baptiste Mougeot ( 25 de septiembre de 1776 - 5 de diciembre de 1858) fue un médico, botánico, pteridólogo, briólogo, micólogo, y geólogo francés . En París obtuvo el grado de Doctor en Medicina. Fue médico militar entre 1798 a 1802, para luego ser médico en su ciudad natal, siendo consejero general de 1833 a 1858.
Con Jean Loiseleur-Deslongchamps (1774-1849), François V. Mérat de Vaumartoise, Chrétien G. Nestler (1778-1832), Gaspard Robert (1776-1857), se dedicó a su pasión por la botánica, realizando herborizaciones en el hinterland de París.

## Algunas publicaciones

### Libros
- Mouget, jb; cg Nestler, wp Schimper. Stirpes Cryptogamae vogeso-rhenane.

## Honores

### Epónimos
Géneros
- (Sterculiaceae) Mougeotia Kunth[4]

Especies
- (Asteraceae) Hieracium mougeotii Godr.[5]

- (Hymenophyllaceae) Maschalosorus mougeotii Bosch[6]

- (Rosaceae) Aria mougeotii (Soy.-Will. & Godr.) Fourr.[7]

- (Rosaceae) Pyrus mougeotii Asch. & Graebn.[8]

- (Rosaceae) Rubus mougeotii Bill. ex F.W.Schultz[9]

- (Rosaceae) Sorbus mougeotii Soy.-Will. & Godr.[10]

- La abreviatura «Moug.» se emplea para indicar a Jean Baptiste Mougeot como autoridad en la descripción y clasificación científica de los vegetales.[11]